# 1650 w polityce

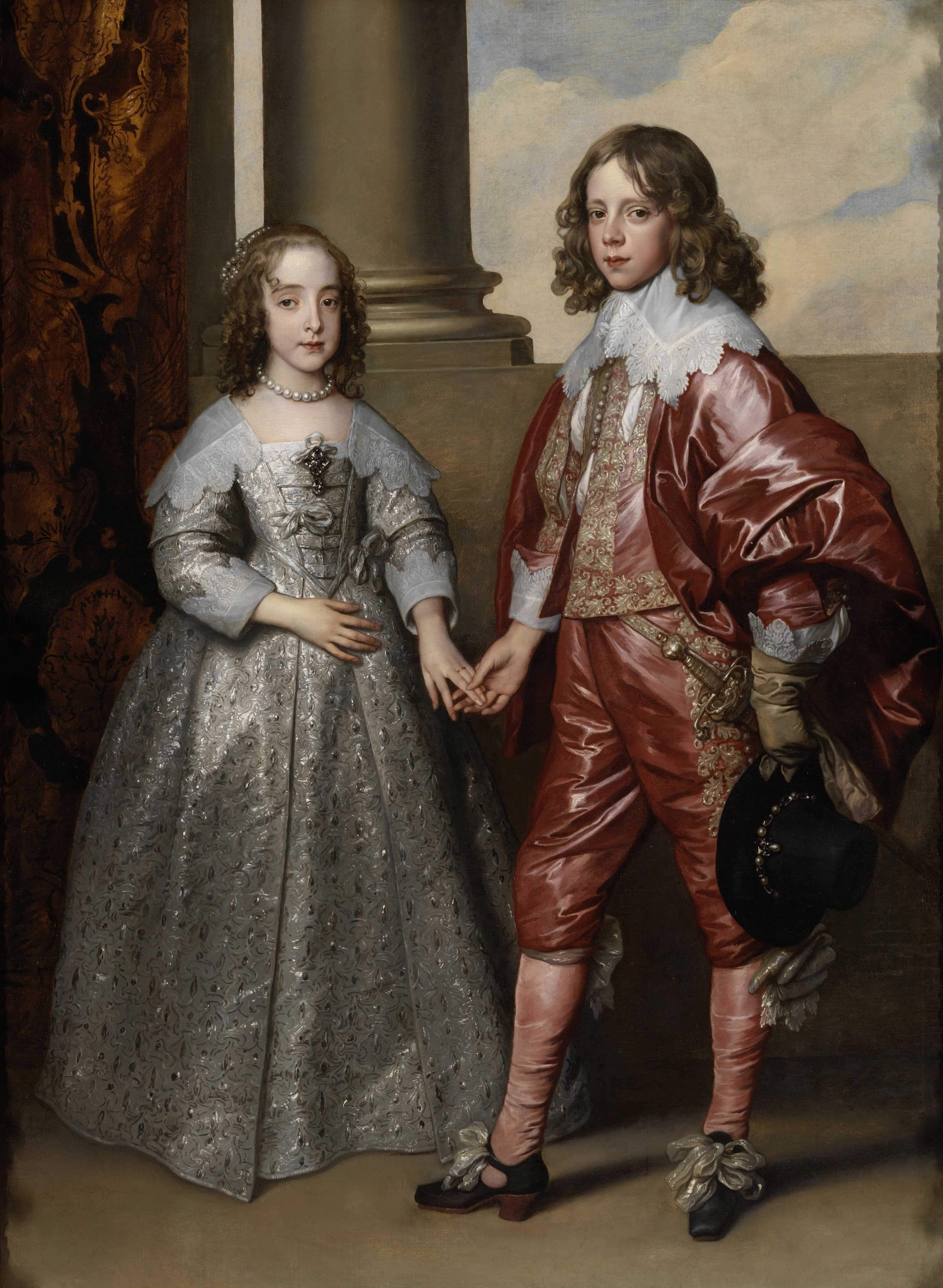
Portret Wilhelma II i Marii Henrietty Stuart

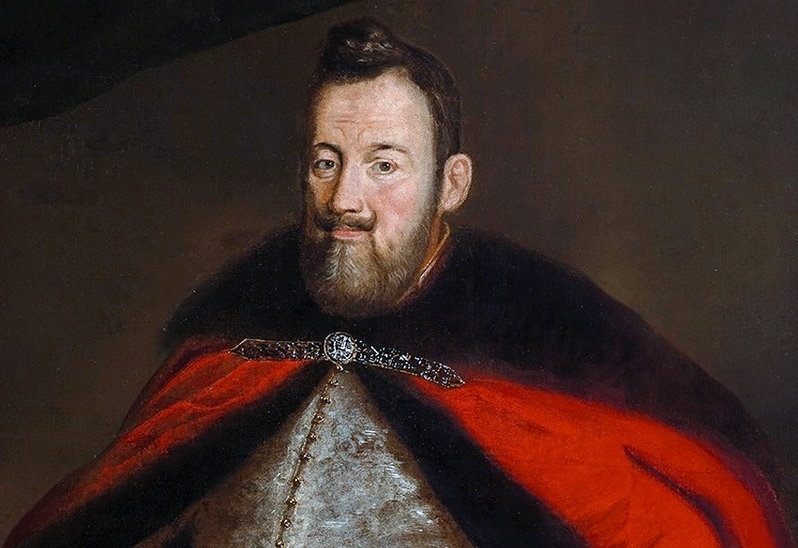
Jerzy Ossoliński

Wydarzenia polityczne w 1650 roku.

## wydarzenia
- 3 września – miała miejsce Bitwa pod Dunbar podczas angielskiej wojny domowej[1].
- 20 października – uroczysta koronacja[2] Krystyny Wazówny na królową Szwecji[3][4].

## Urodzili się
- 2 lutego Vincenzo Maria Orsini de Gravina, późniejszy papież Benedykt XIII[5].
- 14 listopada – Wilhelm III Orański, król Anglii[6].

## Zmarli
- 9 sierpnia – Jerzy Ossoliński, kanclerz wielki koronny[7].
- 6 listopada – Wilhelm II Orański, książę Oranii-Nassau[8].